# Zrće
Zrće je dugačka šljunčana plaža blizu Novalje i Gajca na otoku Pagu.
Plaža se proslavila pod imenom hrvatska Ibiza nakon što je na njoj izgrađeno 5 diskoteka.
Hideout Festival godišnji je festival elektronske glazbe koji se održava na Zrću. Prvi festival održan je 2011. godine i uvršten je na Guardianov popis najboljih europskih festivala 2011. godine, te je od tada svake godine rasprodan. Događaj je podijeljen na zabave na bazenu tijekom dana i nastupe glavnih izvođača navečer, a oboje se održava na otvorenim mjestima na Zrću uz plažu. Postoji i niz zabava na brodovima koji isplovljavaju iz luke Novalja na Jadran. 

## Vanjske poveznice
|  | Zajednički poslužitelj ima još gradiva o temi Zrće |